# NGC 6146
NGC 6146 este o galaxie eliptică situată în constelația Hercule. A fost descoperită în 18 martie 1787 de către William Herschel. Se află la o distanță de 87,1 de megaparseci de Pământ.